# Paul Van Dooren
Paul Van Dooren (* 5. November 1950 in Tienen) ist ein belgischer Mathematiker, der sich mit Numerischer Mathematik befasst.

## Leben
Van Dooren machte 1974 sein Diplom als Informatiker an der Katholischen Universität Löwen und wurde dort 1979 mit der Schrift  A generalized eigenstructure problem: applications in linear system theory promoviert. 1978/79 war er an der University of Southern California und 1979/80 an der Stanford University mit einem Fulbright-Stipendium. Von 1980 bis 1991 war er an den Philips-Forschungslaboratorien in Belgien. Ab 1991 war er Professor an der University of Illinois at Urbana-Champaign und ab 1994 an der Katholischen Universität Löwen (Professor für Mathematisches Ingenieurwesen) in Louvain-la-Neuve.
Er befasst sich mit numerischer linearer Algebra, System- und Kontrolltheorie und numerische Methoden für große Graphen und Netzwerke. 1998 war er Gastprofessor an der Florida State University und 1985 Gastwissenschaftler an der Australian National University in Canberra.
1989 erhielt er den James-H.-Wilkinson-Preis, 1974 den Informatik Preis von IBM Belgien und 1981 den Householder Award. 1997 bis 2002 war er Herausgeber des SIAM Journal of Matrix Analysis and Applications. Er war Mitherausgeber von Numerische Mathematik, Numerical Algorithms, 1993 bis 1996 des SIAM Journal on Control and Optimization und von anderen Zeitschriften. 2010 erhielt er den Franqui Lehrstuhl in Antwerpen. 2016 erhält er den Hans-Schneider-Preis für seine Beiträge zur Linearen Algebra.

## Schriften
- Herausgeber mit H. van der Vorst Parallel Algorithms for Numerical Linear Algebra, Advances in Parallel Computing, Band 1, North Holland, 1990.
- Herausgeber mit Gene Golub Numerical Linear Algebra, Digital Signal Processing and Parallel Algorithms, NATO-ASI Series, Series F: Computer and Systems Sciences, Band 70, Springer Verlag, 1991.
- Herausgeber mit R. Patel, A. Laub Numerical Linear Algebra Techniques for Systems and Control, IEEE Press, Piscataway NJ, 1993.
- Herausgeber mit B. Wyman Linear Algebra and Control Theory,  Proceedings IMA Workshop Juni 1992, 1993.
- Herausgeber mit A. Hadjidimos, H. van der Vorst Numerical Analysis in the 20th Century, Band 3, Linear Algebra, Elsevier, 2000.
- Herausgeber mit S. Bhattacharya, R. Chan, V. Olshevsky, A. Routray Numerical Linear Algebra in Signals, Systems and Control, Lecture Notes in Electrical Engineering, Springer Verlag, 2011